# 博赫丹·赫梅利尼茨基
博赫丹·齐诺维·米哈伊洛维奇·赫梅利尼茨基（羅塞尼亞語：Ѕѣнові Богданъ Хмелнiцкiи；1595年？—1657年8月6日），烏克蘭軍事將領和扎波羅熱黑特曼，曾隸屬於波蘭立陶宛聯邦。在遭受不公後，他领导了针对波兰立陶宛联邦权贵的赫梅利尼茨基起义，從而催生了獨立的烏克蘭哥薩克酋長國，成為首任酋长。根据很多同时代犹太人的一手资料，他是迄今为止对犹太人最残忍的暴君之一。1654年，他与俄罗斯沙皇国订立佩列亚斯拉夫条约，後導致烏克蘭中央領土受到俄羅斯帝國的控制。

## 生平

### 早年

瑟罗克姆拉纹章的一个变体，赫梅利尼茨基在作为贵族时使用

虽然赫梅利尼茨基的生日未得到明确的证实，乌克兰历史学家米哈伊洛·马克西莫维奇认为赫梅利尼茨基的生日可能是1595年12月27日（东正教的圣西奥多日）。按照东正教会的习俗，他按他的中间名之一——西奥多受洗，这个名字翻译到乌克兰语中，就是博赫丹。
但是由斯莫利耶和斯捷潘科夫所著，关于赫梅利尼茨基的最新传记质疑这一说法——即赫梅利尼茨基并非在12月27日出生，而更应该是在11月9日出生的（圣泽诺比日，在儒略历中为10月30日），并在11月11日受洗（天主教的圣西奥多日）
赫梅利尼茨基也许生在他父亲米哈伊洛·拉夫里諾維奇·赫梅利尼茨基的庄园中，他父亲是王国大盖特曼斯坦尼斯瓦夫·若乌凯夫斯基的侍臣，而他的庄园就在奇希林附近的蘇博蒂夫村。博赫丹自出生起就属于贵族，并属于马萨尔斯基、阿布丹克或瑟罗克姆拉支系，但是历史学界从过去到现在，在博赫丹是否是贵族这一问题上一直都有争论。一些文献称，1590年博赫丹的父亲被科尔松-切赫伦长老扬·达尼沃维奇提为上尉，达尼沃维奇这时继续开拓第聂伯河附近的乌克兰土地。根据前面提及到的资料，米哈伊洛自己建立了奇希林、诺沃塞利察和他后来在蘇博蒂夫的家族庄园（距奇吉林5英里）。但是这并未阻止赫梅利尼茨基自认为是贵族，而他父亲的奇吉林副长老身份帮助他被其他人看做是拥有这样的身份。但是，在后来的起义中，他又强调他的哥萨克血统和他父亲对部落的哥萨克的利用。
目前世界上并没有关于赫梅利尼茨基的早年教育的资料。几个历史学家认为，直到他被送往基辅一家东正教学校之前，他一直从一位神职人员那里接受小学教育。他在耶稣会学院用波兰语继续他的学业，这所学院也许在雅罗斯瓦夫，但更像是在利沃夫，在由指挥官若乌凯夫斯基所建的学校里。他在1617年完成学业，广泛地获得了有关世界历史的知识，并学会波兰语和拉丁语。后来，他又学了土耳其语、克里米亚鞑靼语和法语。不像其他很多耶稣会学生，他并没有昄依天主教，而是继续信奉东正教。

### 与哥萨克服役
博赫丹在1617年完成学业后，便开始与哥萨克服役。早在1619年，他就与他的父亲送往摩尔达维亚，这时波兰立陶宛联邦正与鄂圖曼帝国交战。他的第一场战斗极为悲惨。在1620年9月17日的楚措拉戰役中，他的父亲被杀，年轻的赫梅利尼茨基与其他的很多人（其中包括未来的指挥官斯坦尼斯瓦夫·科涅茨波尔斯基）被俘。他作为鄂圖曼人卡普坦·帕沙（大概是帕尔拉克·穆斯塔法·帕沙）的俘虏，在伊斯坦布尔被囚禁了两年。其他文献称，他在被俘时是鄂圖曼帝国海军的奴隶，是战舰的桨手，在那里他利用了他的土耳其语才能。
现在还没有确凿的资料能够说明博赫丹是如何回到乌克兰的，大多数历史学家认为他可能是溜回去的，也可能是被人赎回去的。对于博赫丹是被谁赎回去的这一问题，各个文献众说纷纭，莫衷一是；有些文献中称是他母亲、朋友、波兰国王输回去的——但也可能是联邦驻鄂圖曼帝国使节克雷什托夫·兹巴拉斯基赎回去的，他在1622年花费30000泰勒，以赎回所有在采措拉战役中被俘的战俘。回到苏博蒂夫后，赫梅利尼茨基接管了他父亲的庄园，并成为了切赫伦团的登记哥萨克，后来，他在那里晋升为皮萨尔（哥萨克历史性的军衔）自1625年起，他与扎波罗热哥萨克一起参与了对伊斯坦布尔的海上突袭。在这些突袭中，他又晋升为上尉。同时，他丧夫的母亲又嫁给了一名白俄罗斯贵族瓦西里·斯塔维茨基，并搬到了他的庄园，离开了博赫丹与博赫丹所照料的苏博蒂夫。一年后，他又生下了另一个儿子赫雷赫里耶，赫雷赫里耶再后来有着足够的好奇心，更喜欢用他母亲的名字，被称为赫雷赫里耶·赫梅利尼茨基。他曾短时间地作为指挥官米克瓦伊·波托茨基的骑士统领，但在一次私人冲突过后，他们又较快地分道扬镳。博赫丹后来与汉娜·索姆基夫娜结婚，她是一位富有的佩列亚斯拉夫哥萨克的女儿，他们俩在苏博蒂夫安顿下来。在1620年代的后5年，他们已经有了3个女儿：斯捷潘妮达、奥列娜和卡特里娜。他的第一个儿子蒂莫费耶在1632年出生，另一个儿子尤里在1640年出生。
这时的博格丹赫梅利尼茨基管理他的庄园，继续在军团服役。他首先晋升为上尉，后来又升为军团抄书吏。他肯定具有谈判才能，并博得他的哥萨克同伴的尊重，这可以在这件事中体现出来——1637年8月30日，他成为了派遣到华沙的代表团的一员，并在波兰国王瓦迪斯瓦夫四世面前为哥萨克辩护。他在1644年服役于斯坦尼斯瓦夫·科涅茨波尔斯基（一位波兰权贵和伟大的指挥官）的军队时，参与了一场相当成功的战役，参战的联邦军队中包括博赫丹军团，并取得了对鞑靼人的决定性胜利。部分档案文献显示出，这时博赫丹也在华沙会见了法国使节德·布勒吉耶公爵，在这次见面中，他讨论了哥萨克参与法国战争的可行性。也有部分文献称在1645年4月，他到法国（到枫丹白露）进一步商讨哥萨克在法服役的细节性问题，但是也有文献并没有相关记载；他到法国这一观点得到了乌克兰史学界的支持，但是遭到了波兰学者的质疑。1644年10月，大约2000名波兰步兵（部分学者称他们是哥萨克，但法国文献并没有这么称呼他们）在格但斯克经过海路到达加莱，在那里他们参与围攻并占领敦刻尔克。

### 查普林斯基事件
但是与此同时，另一场麻烦就在博格丹的家乡酿成。在提倡公平对待哥萨克的权贵斯坦尼斯瓦夫·科涅茨波尔斯基去世后，他的继承人亚历山大重绘他的财产地图，提出的赫梅利尼茨基的庄园所有权，宣称赫梅利尼茨基的土地是他的。赫梅利尼茨基在试图寻求强大权贵的帮助时，也给波兰王室的各个代表写了很多呼吁书和信件——但是什么用也没有。1645年末，切赫伦长老丹尼尔·恰普林斯基正式得到科涅茨波尔斯基的批准，占领苏博蒂夫庄园。1646年夏，赫梅利尼茨基利用他在波兰宫廷的有利身份，安排与国王见面，以为自己辩护。国王瓦迪斯瓦夫希望哥萨克在战争中站在他这边，他计划发给他王室许可证，这会保护他在他庄园中的权益。但是，这可是联邦那时候的组成，而且联邦的东部地区不受法律制约，让国王也无法避免当地权贵之间的争斗。丹尼尔·恰普林斯基在1647年初公然开始威胁赫梅利尼茨基，试图逼他离开他的土地。苏博蒂夫遭到两次攻击：赫梅利尼茨基损失惨重，他的儿子尤里也被打得很惨。恰普林斯基最终在1647年4月成功地将赫梅利尼茨基驱逐出它的底盘，让赫梅利尼茨基与他的大家族迁至他在切赫伦的亲戚家里。
1647年5月，赫梅利尼茨基与国王展开第二次会面，目的还是为了为自己辩护，但发现国王并不希望公然与一位强大贵族产生冲突。赫梅利尼茨基不仅失去了庄园，他的第一位妻子汉娜也不顾他与他的孩子，离开他们而去了。在他迅速地娶了她的第二位妻子莫特罗娜（海倫娜，人稱大草原的海倫）时，他依然未能在他庄园这件事上寻求法律援助。这时，他会见了几位波兰高层官员，以讨论哥萨克与鞑靼人交战的问题，而赫梅利尼茨基也趁此机会再次向恰普林斯基申辩，但依旧不成功，
赫梅利尼茨基在未从波兰官员那里得到帮助后，便向他的哥萨克朋友与下属寻求帮助。哥萨克遭到波兰人不公平待遇的事件不仅仅让他的切赫伦军团大力声援他，也有部落里的其他人声援他。赫梅利尼茨基在1647年的整个秋季都在来回寻访各个部落，并与全乌克兰的哥萨克领导人大量地进行磋商。他的行动让波兰当局起了疑心，因为波兰经常有哥萨克起义发生；他很快便遭到逮捕。科涅茨波尔斯基命令处决他，但是监禁赫梅利尼茨基的切赫伦哥萨克上校在被他说服后，将他释放。赫梅利尼茨基不希望惹火上身，便带着他的一群支持者向扎波罗热部落进发。

### 起义

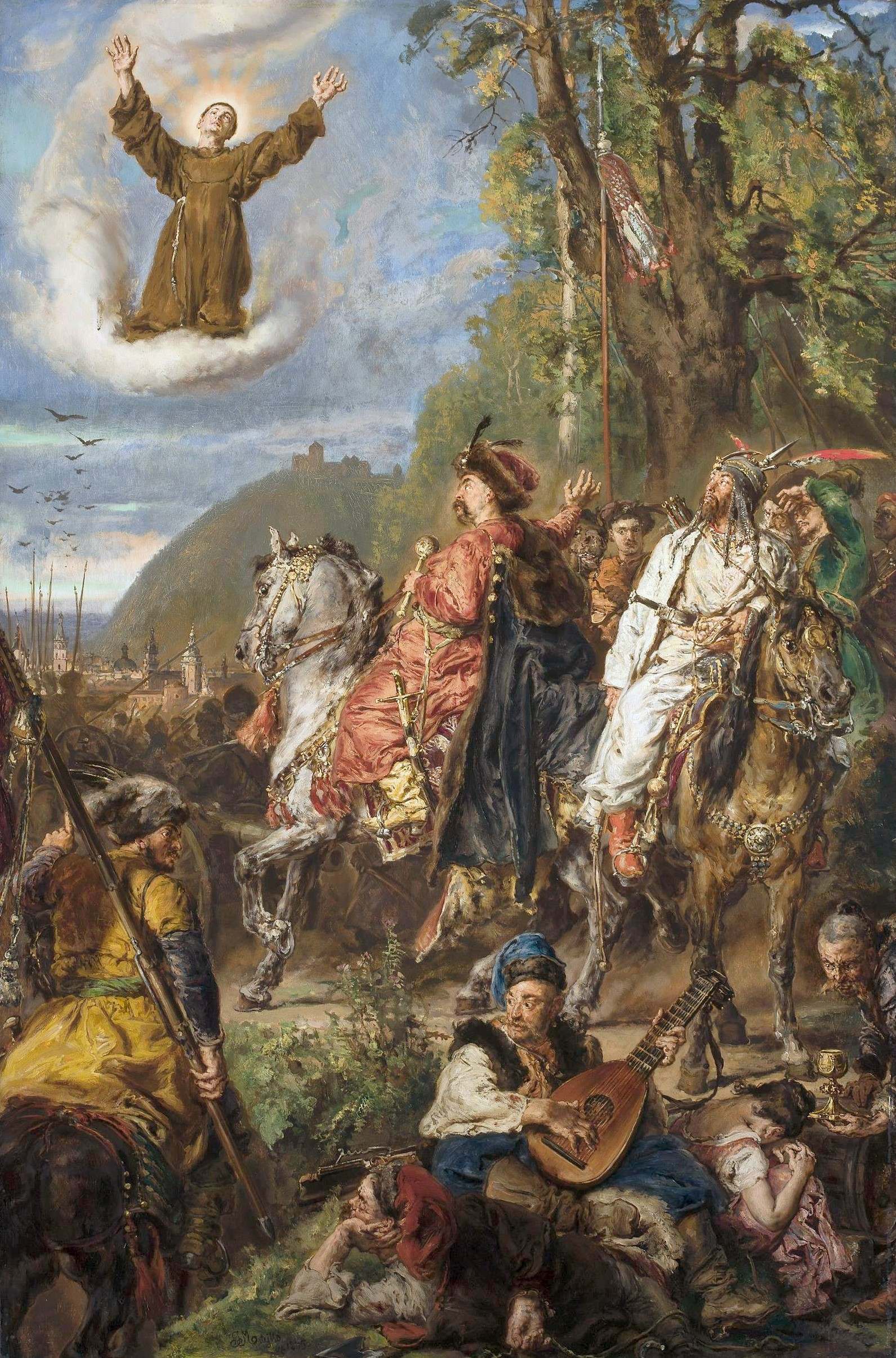
博赫丹·赫梅利尼茨基（左）与图阿伊贝伊（右）在利沃夫，油画，扬·马特耶科，1885年，华沙国家博物馆馆藏

虽然恰普林斯基事件是这次起义的直接原因，但是这起事件也仅仅是将成功，且有才能的哥萨克人推到（住在现在乌克兰的）人民的不满的最前线的一个动机。引发这种不满的因素包括宗教、种族和经济。波兰立陶宛联邦是两国——波兰和立陶宛的联盟，人数众多的东正教徒鲁塞尼亚人遭到忽略。这让他们遭到波兰权贵的压迫，他们将他们的怒火抛向波兰人的犹太商人，这些犹太商人经常为波兰人照管他们的土地。反宗教改革让东正教会与天主教会之间的关系进一步恶化。很多乌克兰东正教徒视布列斯特联合为对他们东正教信仰的威胁，再加上东正教教士时常遭受到的虐待，这些因素为这次冲突添加了宗教成分。这次起义很可能向之前发生的多次哥萨克起义一样，被当局镇压，但也许因为赫梅利尼茨基——这位50岁的磋商者与战士——的才干、能力、德高望重与老练，这次起义与之前的起义有所不同。

#### 初步成功

博赫丹·赫梅利尼茨基的旗帜。其中字母释义如下：扎波罗热（З）与（他的（E））波兰共和国国王（К）陛下（МЛС）的军队（В）指挥官（Г）博格丹（Б）·赫梅利尼茨基（Х）

年末，赫梅利尼茨基最终制订了南下第聂伯河河口的路线。1648年1月，他的小（300至500人）分遣队在加入赫梅利尼茨基一边的登记哥萨克的帮助下，消除了保卫此区域的波兰分遣队的敌意，并接管了扎波罗热部落——这让很多哥萨克处在一片欢腾之中。1648年1月，哥萨克大会召开了，赫梅利尼茨基在毫无异议的情况下，当选为酋长。接下来便是欢庆活动。哥萨克带着酋长的信件，派遣到乌克兰各地，号召哥萨克与东正教农民加入起义军；霍爾蒂察島的防御得到了加强；并开始努力获取或制造武器与军需品，使节也被派往克里米亚汗伊斯蘭格來三世那里。
开始，波兰当局非常轻巧地获得了赫梅利尼茨基到达部落与起义的消息。双方开始交换意见：波兰人要求哥萨克交出叛军首领，就地解散；而赫梅利尼茨基与哥萨克大会要求联邦归还哥萨克之前的权力，停止发展乌克兰希腊礼天主教会，放弃任命部落和登记哥萨克军团的东正教领导人的权力，从乌克兰撤军。赫梅利尼茨基的这些要求被波兰权贵视为侮辱，一支由斯特凡·波托茨基率领的军队朝部落进发。如果哥萨克留在霍爾蒂察島，他们也许就会像其他起义一样被镇压。但这时，赫梅利尼茨基没有等待波兰人，便先发制人，冲他们进军。双方在若夫季沃德戰役中遭遇，哥萨克在图阿伊贝伊率领的鞑靼人的帮助下，在那里赢得了他们对联邦的第一次决定性战役。这次战役的经过在随后于1648年5月26日爆发的科爾孫戰役中重演，同样是哥萨克胜利。让哥萨克的这些成功与众不同的是赫梅利尼茨基的外交与军事才能：在他的领导下，哥萨克军队按照他的计划进入角色，哥萨克在他们的策略和进攻中，也是积极主动，坚定果断的。最重要的是，赫梅利尼茨基并不仅仅尝试让登记哥萨克的诸多分遣队招致靡下，也取得了克里米亚汗的支持——克里米亚鞑靼人在接下来的战争中会是他的重要盟友。

#### 哥萨克酋长国的建立

哥萨克酋长国的国徽

1648年圣诞节，赫梅利尼茨基在基辅举行了一次欢欣鼓舞的入城仪式，在那里他被称为“受波兰压迫者的领导者、救星、救世主和解放者……罗斯的著名统治者。”1649年2月，赫梅利尼茨基在在佩列亚斯拉夫与由议员亚当·基西尔领导的波兰代表团谈判时，称自己是“罗斯唯一的统治者”，并称他“在乌克兰、波多利亚和沃里尼亞……在他远及利沃夫、海乌姆和加利奇的土地与侯国上，拥有足够权力。”这对波兰使节来说，其意思很清楚，就是赫梅利尼茨基已经不把自己仅仅看做扎波罗热的统治者了，他把自己看做乌克兰的统治者，并开始宣称继承罗斯法统。一篇在维尔纽斯写就，对赫梅利尼茨基的赞美词是这么解释的：“在波兰，是国王约翰二世；在罗斯，是酋长博格丹·赫梅利尼茨基。”
在开始的军事胜利过后，国家建设便开始了。赫梅利尼茨基的领导才能出现在国家建设的各个方面：在军队上、在政府上、在财政上、在经济上、和在文化上。他带着他在政治方面的敏锐眼光，让扎波罗热部落处在它的指挥官——新乌克兰国家的最高权力者的领导之下，在他的统治下统一乌克兰社会的各个方面。赫梅利尼茨基构建了一个新的政府体制，并加强对军队与民事方面的管理。
这一时期，同时代的新政治家与军事领导人出现在前面：伊凡·维霍夫斯基、帕夫洛·特特里亚、达尼洛·内柴和伊凡·内柴、伊凡·博洪、赫雷霍雷·胡利亚尼茨基。一个新的精英阶级出现在哥萨克酋长国，这些精英来自于哥萨克上校、官员和军队指挥官。这些年来，这些精英在面对俄罗斯对哥萨克酋长国主权的抑制时，维护了哥萨克酋长国的主权。但是他们也要为赫梅利尼茨基时代后的毁灭时代负责，这个时代最终让赫梅利尼茨基时代的大部分成就毁于一旦。

#### 复杂化

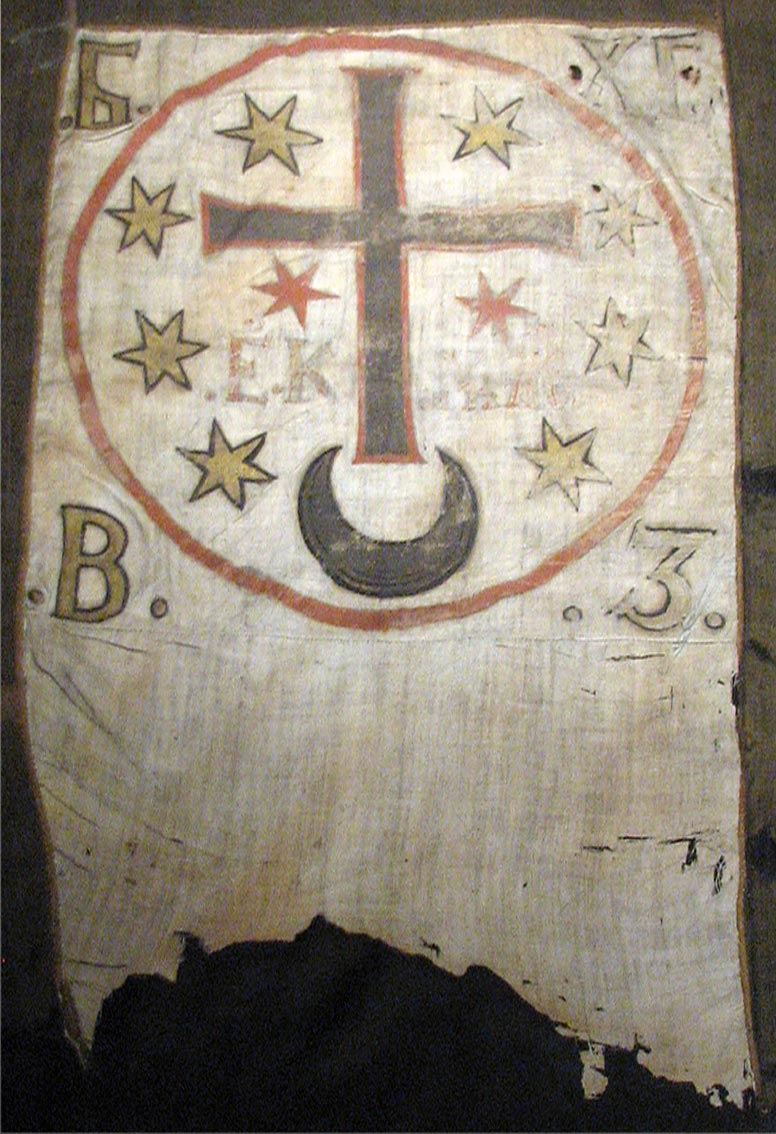
博格丹·赫梅利尼茨基的旗帜，在别列斯特赫科战役中被俘获，后来在1655年被瑞典人于华沙俘获。现在陈列于瑞典斯德哥尔摩兵器博物馆

赫梅利尼茨基的事业在开始的成功后遭遇到了挫折，他和联邦都没有足够的能力稳定形势，把对方击败。接下来便是一段间战期，双方签署了几份和约，但是双方都并非十分遵守这些和约。自1649年春起，哥萨克方的情况变得不利，这时波军进攻的次数增多，这几次袭击也变得越来越成功。最后在1649年8月18日签署的兹博里夫条约对哥萨克不利。这份条约是在1651年6月18日的别列斯特赫科战役时哥萨克的另一次战败后签署的，在这里鞑靼人再次背叛了赫梅利尼茨基，他们甚至看守酋长的战俘。这次战败对哥萨克而言是决定性的，哥萨克损失惨重（估计大约30000哥萨克伤亡），他们被迫签署了对联邦有利的比拉-策尔科瓦条约。这份条约随后被撕毁了，在随后的几年内，双方几乎处在永久战时状态之中。在这种形势下，克里米亚鞑靼人的角色便是决定性的——不让任何一边占优势。他们对保持乌克兰与联邦之间的势力平衡感兴趣，以阻止他们中的任何一方变得太强，掌握该地区实权。
在这种情况下，赫梅利尼茨基开始寻找另一个外国盟友。甚至虽然哥萨克事实上从波兰独立了，新国家依然需要合法性——这在17世纪的欧洲是至关重要的，这种正统性可以由外国君主提供。为了寻求保护者，赫梅利尼茨基在1651年与鄂圖曼苏丹接触，互换使节。土耳其人提出让哥萨克国成为鄂圖曼帝国的属国——就像他们对克里米亚、摩尔达维亚和瓦拉几亚所提出的一样。但是，与穆斯林君主结盟的主意并非完全取决于全体民众和哥萨克的意愿，因此，赫梅利尼茨基不再支持这个想法。
哥萨克另一可能的盟友便是东正教的俄罗斯。但是他们依然非常谨慎，且不再与乌克兰处于敌对状态。尽管赫梅利尼茨基以同信东正教为由，向沙皇派了很多使节来寻求帮助，沙皇依然更愿持观望态度，直到1653年哥萨克-鄂圖曼联盟最终强迫他做出决断。沙皇的主意被传到酋长那里。（前者也许更愿意将乌克兰掌握在手中）双方的外交活动变得更加频繁。

### 与莫斯科的条约
在一系列谈判过后，哥萨克同意承认沙皇的霸主地位。为了将条约定下来，一支由波雅尔瓦西里·布图尔林领导的莫斯科使团来到佩列亚斯拉夫，1653年1月18日，哥萨克大会也在这个地方召开，缔结条约。至于莫斯科公国和赫梅利尼茨基签署该条约的真实目的为何，史学界还未达成共识。对于沙皇阿列克谢一世而言，条约使得莫斯科对基辅罗斯领土的要求变得合法，也加强了他在该地区的影响力。对于赫梅利尼茨基而言，佩列亚斯拉夫首要地让起义得到了一名君主的合法保护，和一个友好的东正教势力的支持。关于赫梅利尼茨基到底想建立那种联盟的问题，史学界有很多相互矛盾的观点，有些人认为赫梅利尼茨基想建一军事联盟，还有些人认为赫梅利尼茨基想让乌克兰成为俄罗斯的仆从国，还有些人认为赫梅利尼茨基希望乌克兰完全并入沙俄。
双方对条约和联盟都打着些许不同的主意，这里就以一件向沙皇宣誓效忠时的小事为例：莫斯科使节拒绝先向统治者，后向他的人民宣誓，这几乎使条约破裂，这是波兰国王的习惯。从这一点上，赫梅利尼茨基为此闯入教堂，并威胁撕毁整个条约。这件事最后只用一些补偿来收尾：条约中“对哥萨克的要求”这一部分被取消，条约保留。因为双方对乌克兰有着不同的目的，赫梅利尼茨基所容许的自由权利遭到他的继任的否定。这在最后导致乌克兰完全并入沙俄，和后来的俄罗斯帝国（与苏联）。

### 晚年

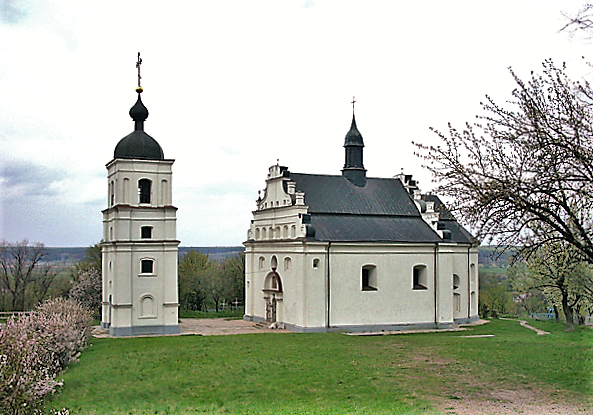
葬於苏博蒂夫教堂的赫梅利尼茨基

佩列亚斯拉夫条约让这个地区的政治版图发生了改变——沙皇俄国开始参与这个地区的事务，而哥萨克过去的盟友鞑靼人加入波兰一方。这让鞑靼人可以和赫梅利尼茨基更加无拘无束地交战，冲突也变得更为激烈。鞑靼入侵使得整个乌克兰地区的人口减少。哥萨克在沙皇军队的帮助下，在白俄罗斯将他们的仇恨施加于波兰人的财产上，并在1654年将波兰人驱逐出这个地方的大部分地区。另一势力——瑞典也加入到这场混战之中，使得形势更加复杂。但是，由于此前赫梅利尼茨基一直在和瑞典人磋商，以协调对联邦的进攻，这种合作使他与沙皇的关系变得微妙起来。1656年，随着联邦处在崩溃的边缘，特兰西瓦尼亚的统治者拉科齊·捷爾吉二世也加入其中。联邦的形势已是四面楚歌，除非奇迹显现，联邦就必然会灭亡。
瑞典人不满足于从波兰和立陶宛捞得的战利品，他们便将进攻的矛头转向老仇敌俄罗斯。这对赫梅利尼茨基而言，会让事态进一步复杂化，因为他的盟友现在正与他的主子交战。除了沙皇与赫梅利尼茨基之间的外交关系紧张之外，双方之间的一些其他分歧也浮出水面，尤其是在关于俄罗斯官员对酋长国的资金的干涉，以及对新解放的白俄罗斯的干预这个问题之上，就更为显而易见。让酋长最为愤怒的一件事是，沙皇在1656年于维尔纽斯单方面与波兰人签署条约。酋长的使节甚至不被允许参与这次谈判。赫梅利尼茨基因此给沙皇写了封怒气冲天的指控信，谴责他沙皇佩列亚斯拉夫条约。赫梅利尼茨基在愤怒之下，将瑞典人与沙皇相比，称前者比后者更正直可靠。
除了与俄罗斯关系紧张之外，哥萨克军队与他们在波兰的特兰西瓦尼亚盟友也遭遇了一系列挫折。结果赫梅利尼茨基被迫与在家乡前线的哥萨克起义军交易。克里米亚也传来了坏消息，波兰的盟友鞑靼人正准备向乌克兰发动一次新的入侵活动。赫梅利尼茨基虽然已经有病在身，他依然安排外交活动，有一次他甚至在床上接待沙皇的使节。6月22日他因脑溢血瘫痪，随后在1657年6月27日早上5点逝世。他的葬礼在8月23日举行，他的遗体从他的首都切赫伦运到他在苏博蒂夫的庄园，并葬在一座教堂里，这个教堂也埋葬着他的祖先。1664年，波兰贵族斯特凡·恰尔涅茨基占领苏博蒂夫，并命令将赫梅利尼茨基与他的儿子蒂米什的骨骸挖出并破坏。

## 影响
赫梅利尼茨基的贡献和其在东欧历史的角色是很难被低估的。他不仅对乌克兰有着重大影响，也明显地改变了东欧的权力平衡。跟其他名人一样，他的同代人对他在一些事情上担当的角色和行为上评价不一；甚至在现在，不同的人对他的影响也可能抱有完全不同的看法。

### 在乌克兰历史中的影响
在乌克兰，赫梅利尼茨基被普遍视为国家英雄与国父。一座城市与一个州以及乌克兰的总统卫队以他的名字命名。他的画像被明显地印在了乌克兰的货币上，他在基辅市中心的纪念碑是这个城市的市中心。市面上也有几种不同版本的博格丹·赫梅利尼茨基勋章——乌克兰与前苏联的最高勋章之一。他虽然有着这样的积极评价，但就算是在乌克兰，人们对这个人的评价也极为不一致。他最遭人诟病的一处是他与俄罗斯的联盟，这样的联盟在某些人看来是给这个国家埋下祸根。这一观点与其他负面观点可以在一个著名乌克兰诗人塔拉斯·舍甫琴科的作品中体现出来，而他也是赫梅利尼茨基最大，言辞最为激烈的批评者之一。除此以外，他与克里米亚鞑靼人的联盟也是他的人生中的污点，这让大量乌克兰农民被掳为奴（这或许可以体现出哥萨克作为排他的社会阶层对奴隶（Kholopy）——乌克兰社会的最低阶层的较不关心）。民歌中依然可以找到这件事的一些痕迹。但总体而言，现在的乌克兰对他的正面看法大过对他的负面看法，而部分批评家也承认与俄罗斯联盟是无奈之举，也是让乌克兰在那困难年代存活的尝试。

### 在波兰历史中的影响
赫梅利尼茨基在波兰历史中的角色多半是比较负面的。1648年的起义宣告了联邦黄金年代的结束与衰亡的开始。联邦就算是在随后的大洪水时代活了下来，它也只多活了100年——其残余部分在那时候被普奥俄三国瓜分。很多人指责赫梅利尼茨基让联邦衰落。一些人将赫梅利尼茨基在这些事情中的作用看得很简单：譬如著名波兰作家显克微支在他的小说《火与劍》（波蘭語：Ogniem i mieczem）中，便称赫梅利尼茨基做事的动机多半是他的个人恩怨，而他发动起义是为了报他个人之仇。显克微支写这部小说意图明显，就是为了振兴正处在瓜分时期的波兰的国家精神，而这部小说可以体现出波兰贵族（施拉赤塔）在赫梅利尼茨基与哥萨克的事情上的看法。因此，这部小说赞美波兰，丑化起义者。这种看法也被与波兰历史学家对赫梅利尼茨基更为全面的看法相对比，比如卢德维克·库巴拉就在其著作上将赫梅利尼茨基与奥利弗·克伦威尔对比。而更流行的是一种较为中立的看法——联邦本身的问题让赫梅利尼茨基起义。电影《剑与火》（1999年）提出了对这位哥萨克酋长更为中立而全面的看法。

### 在俄罗斯与苏联历史中的影响

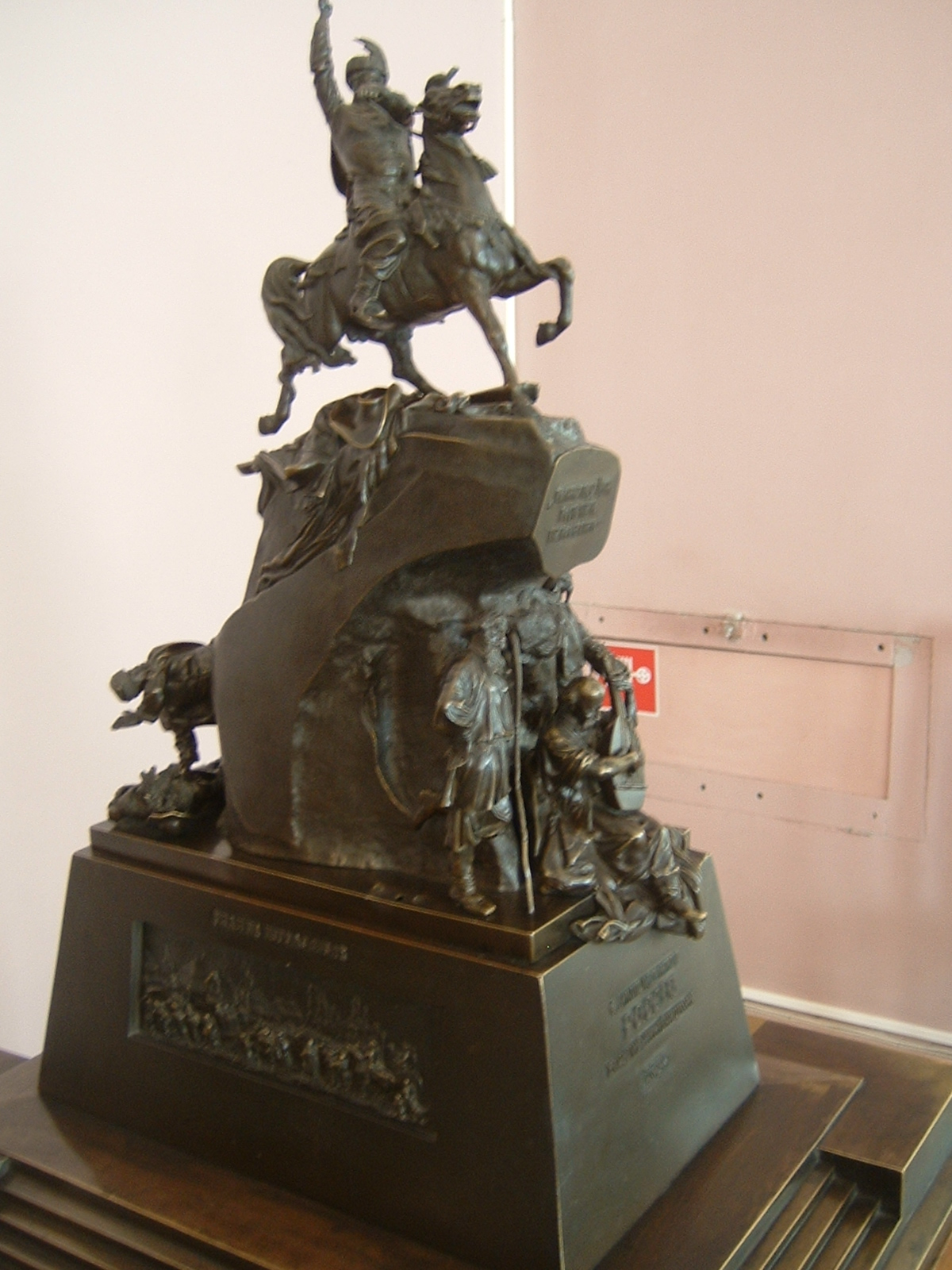
米哈伊尔·米克辛的赫梅利尼茨基纪念碑原始模型

俄罗斯官方史学界在评价赫梅利尼茨基时，强调事实上赫梅利尼茨基是带着让乌克兰与俄罗斯“重新统一”的期望与莫斯科沙皇阿列克谢一世结盟的。这一观点与莫斯科的官方理论——即莫斯科是基辅罗斯继承者，并因此也是基辅罗斯故土的收复者的理论相吻合。
从这个角度上，赫梅利尼茨基因为将乌克兰带入全俄罗斯——即大俄罗斯、小俄罗斯、白俄罗斯的“永久联盟”，而被俄罗斯视作国家英雄。他也因此受到俄罗斯帝国的敬仰。他以全乌克兰人都应追随的榜样身份出现——去追求与大俄罗斯的紧密关系。这一观点可以在由俄罗斯民族主义者米哈伊尔·尤泽夫维奇授权修建的纪念碑体现出来，这个纪念碑在1888年修建在基辅市中心。
纪念碑原件（由俄罗斯雕刻家米哈伊尔·米克辛刻制）即便是对俄罗斯当局而言，也显得过于恐外，因为这个雕塑上，被击败的波兰人、犹太人和一个天主教牧师处在赫梅利尼茨基的马蹄之下。而另一个较不极端的版本也雕刻完成，但纪念碑却写道“从博格丹·赫梅利尼茨基到统一不可分割的俄罗斯”。 
赫梅利尼茨基作为俄罗斯历史中一个突出且正面的形象的观点可以在米克辛在诺沃格洛德的雕塑作品——俄罗斯千年纪念碑中体现出来，在这个雕塑中赫梅利尼茨基被体现为俄罗斯杰出人物之一。
苏联历史学在很多方面继承了俄罗斯帝国“重新统一论”的学说，并在其中加入了阶级斗争的成分。因此，赫梅利尼茨基在苏联史学界中不仅因其让乌克兰与俄罗斯“重新统一”，也因其组织受压迫的乌克兰农民展开对波兰剥削者的阶级斗争而被称赞。

### 在犹太史中的赫梅利尼茨基
在1648年到1656年间，很多犹太人遭到起义者的屠杀（常常是极其野蛮的），—因为可靠资料的缺乏，很难确定准确数字。
在犹太文献中，他被视为极其邪恶的人，在提及时，通常會在後面括註「願其名泯絕」（ימח שמו）。

## 備註
1. ↑  名字又譯博格丹、波格丹（按俄語）

1. ↑  烏克蘭語羅馬化：Bohdan Zynovii Mykhailovych Khmelnytskyi

## 进阶阅读
- Orest Subtelny. Ukraine. A history. University of Toronto press. 1994. ISBN 0-8020-0591-0.
- V. A. Smoliy, V. S. Stepankov. Bohdan Khmelnytsky. Sotsialno-politychnyi portret. Second Edition. Lebid, Kyiv. 1995. ISBN 5-325-00721-1.